# Arie Bijvoet
Andries Rudolf Cornelis Bijvoet, genannt Arie (* 27. Februar 1891 in Leeuwarden, Provinz Fryslân, Niederlande; † 12. November 1976 in Den Haag) war ein niederländischer Fußballspieler des FC Dordrecht. 
Mindestens in der Saison 1912/1913 spielte er in der ersten Mannschaft des FC Dordrecht und wurde zum Mitglied der niederländischen Fußballnationalmannschaft berufen. Eingesetzt wurde Bijvoet als Nationalspieler nur einmal, nämlich am 20. April 1913 als Abwehrspieler in einem Freundschaftsspiel gegen Belgien, das für die Niederlande 4:2 verloren ging.